# Morti nel 1595
| Questa pagina contiene informazioni ricavate automaticamente dalle voci biografiche con l'ausilio del template Bio e di un bot. L'aggiornamento è periodico e automatico e ricostruisce completamente la pagina. Se manca una persona in questa lista, sei pregato di non aggiungerla, ma accertati piuttosto che la sua voce biografica contenga il template Bio e che i dati anagrafici siano correttamente compilati. Se il template Bio manca, inseriscilo tu stesso o, in alternativa, metti l'avviso {{tmp\|Bio}} che ne segnala la mancanza. Se i dati riportati sono sbagliati, correggi direttamente la voce biografica; le modifiche saranno visibili in questa lista entro pochi giorni. Per chiarimenti vedi il progetto biografie. La lista contiene solo le 91 persone che sono citate nell'enciclopedia e per le quali è stato implementato correttamente il template Bio. Pagina aggiornata al 10 lug 2025. |

## Gennaio(8)
- 2 gennaio - Barbara di Brandeburgo, nobile (n. 1527)
- 5 gennaio - Feliciano Ninguarda, vescovo cattolico e teologo italiano (n. 1524)
- 11 gennaio - Jacob Runge, teologo tedesco (n. 1527)
- 12 gennaio - Gaspare Visconti, arcivescovo cattolico italiano (n. 1538)
- 16 gennaio - Murad III, sultano ottomano (n. 1546)
- 23 gennaio - Alberto Capriano, vescovo cattolico italiano
- 24 gennaio - Ferdinando II d'Austria, duca (n. 1529)
- 28 gennaio - Maddalena Campiglia, poetessa italiana (n. 1553)

## Febbraio(5)
- 2 febbraio - Ștefan I Surdul, principe
- 15 febbraio - Marco Sittico Altemps, cardinale austriaco (n. 1533)
- 17 febbraio - Nicolò Stizzìa, vescovo cattolico, teologo e giurista italiano (n. 1540)
- 20 febbraio - Ernesto d'Austria, nobile austriaco (n. 1553)
- 21 febbraio - Robert Southwell, gesuita e poeta inglese (n. 1561)

## Marzo(4)
- 15 marzo - Vincenzo Gagini, scultore italiano (n. 1527)
- 17 marzo - Gamō Ujisato, militare giapponese (n. 1557)
- 18 marzo - Jean de Sponde, poeta francese (n. 1557)
- 21 marzo - Heinrich von Bobenhausen, nobile tedesco

## Aprile(6)
- 2 aprile - Pasquale Cicogna, doge (n. 1509)
- 3 aprile - Matteo Priuli, vescovo cattolico italiano (n. 1528)
- 7 aprile - Enrico Walpole, gesuita inglese (n. 1558)
- 8 aprile - Enrico I di Orléans-Longueville, nobile francese (n. 1568)
- 24 aprile - Camillo I Gonzaga, nobile e militare italiano (n. 1521)
- 25 aprile - Torquato Tasso, poeta, scrittore e drammaturgo italiano (n. 1544)

## Maggio(4)
- 4 maggio - Hugues Loubenx de Verdalle, cardinale francese (n. 1531)
- 19 maggio - Giovanni Federico II di Sassonia, duca tedesco (n. 1529)
- 25 maggio - Valtin Havenkenthal, poeta e scrittore tedesco (n. 1567)
- 26 maggio - Filippo Neri, presbitero e educatore italiano (n. 1515)

## Giugno(2)
- 16 giugno - Ferdinand zu Hardegg, militare e nobile austriaco (n. 1549)
- 26 giugno - Magnus Vasa, principe svedese (n. 1542)

## Luglio(4)
- 11 luglio - Onorato Lascaris di Ventimiglia, vescovo cattolico italiano (n. 1526)
- 15 luglio - Giulio Savorgnan, ingegnere italiano (n. 1510)
- 15 luglio - Toyotomi Hidetsugu, militare giapponese (n. 1568)
- 20 luglio - Thoinot Arbeau, presbitero e scrittore francese (n. 1520)

## Agosto(6)
- 13 agosto - Carlo Emanuele di Savoia-Nemours, nobile (n. 1567)
- 18 agosto - Giovanni Battista Castrucci, cardinale e arcivescovo cattolico italiano (n. 1541)
- 20 agosto - Alessandro Ardenti, pittore italiano
- 24 agosto - Thomas Digges, astronomo e matematico britannico (n. 1546)
- 24 agosto - Karl von Mansfeld, generale tedesco (n. 1543)
- 26 agosto - Antonio, priore di Crato, principe portoghese (n. 1531)

## Settembre(3)
- 2 settembre - Annibale di Capua, arcivescovo cattolico italiano
- 3 settembre - Filippo di Nassau, militare olandese (n. 1566)
- 4 settembre - Geremia II Tranos, arcivescovo ortodosso greco

## Ottobre(7)
- 4 ottobre - Giacomo Contarini, nobile italiano (n. 1536)
- 14 ottobre - Owen Lewis, vescovo cattolico e diplomatico gallese (n. 1533)
- 15 ottobre - Faizi, poeta indiano (n. 1547)
- 18 ottobre - Álvaro de Mendaña, esploratore, navigatore e cartografo spagnolo (n. 1542)
- 19 ottobre - Philip Howard, XX conte di Arundel, nobile inglese (n. 1557)
- 20 ottobre - Felice Figliucci, umanista, filosofo e teologo italiano (n. 1518)
- 23 ottobre - Ludovico Gonzaga-Nevers, nobile italiano (n. 1539)

## Novembre(6)
- 1º novembre - Marcantonio III Colonna, nobile romano (n. 1575)
- 4 novembre - Francesco Cattani da Diacceto, vescovo cattolico e teologo italiano (n. 1531)
- 5 novembre - Luis Barahona de Soto, poeta e scrittore spagnolo (n. 1548)
- 12 novembre - John Hawkins, corsaro, navigatore e politico inglese (n. 1532)
- 19 novembre - Gian Paolo Lolmo, pittore italiano (n. 1550)
- 28 novembre - Lala Mehmed Pascià, condottiero ottomano

## Dicembre(7)
- 5 dicembre - James Stewart, conte di Arran, nobile e politico scozzese
- 11 dicembre - Philippe III de Croÿ, militare e nobile belga (n. 1526)
- 14 dicembre - Henry Hastings, III conte di Huntingdon, nobile inglese (n. 1536)
- 17 dicembre - Francis Hastings, barone Hastings, nobile inglese (n. 1560)
- 18 dicembre - Cesare Benso, vescovo cattolico italiano
- 20 dicembre - Costanzo Torri, cardinale e vescovo cattolico italiano (n. 1531)
- 30 dicembre - William West, I barone De La Warr, nobile inglese (n. 1520)

## Senza giorno specificato(29)
- Mohammad Khodabanda, sovrano persiano (n. 1532)
- Pedro Simón Abril, umanista spagnolo (n. 1530)
- Robert Adams, architetto e incisore inglese (n. 1540)
- Enrico Agileo, giurista francese (n. 1533)
- Michelangelo Aliprandi, pittore italiano (n. 1527)
- Marcantonio Barbaro, politico e diplomatico italiano (n. 1518)
- Giuseppe Casabona, botanico e naturalista fiammingo
- Martín Cortés Malintzin, cavaliere spagnolo (n. 1523)
- Jean Cousin il Giovane, pittore francese
- Francis Cutting, liutista e compositore inglese
- Serdar Ferhad Pascià, politico ottomano (n. 1530)
- Alfonso Ferri, medico italiano
- Simone Gatto, compositore e direttore d'orchestra italiano (n. 1545)
- Giovanni Battista Gentile Pignolo, doge (n. 1525)
- Kiso Yoshimasa, militare giapponese (n. 1540)
- Baccio Lomi, pittore italiano
- Louis Chasteigner de la Roche-Posay conte d'Abain, politico francese (n. 1535)
- Thomas Morgan, generale gallese (n. 1542)
- Narita Ujinaga, militare giapponese (n. 1542)
- Cosma Nepita, giurista e magistrato italiano
- Juan Pérez de Zurita, esploratore spagnolo (n. 1516)
- Ercole Procaccini il Vecchio, pittore italiano (n. 1515)
- Ștefan Răzvan, principe
- Cristoforo Sorte, cartografo italiano (n. 1510)
- Annibale Stabile, compositore italiano
- Francisco Verdugo, militare spagnolo (n. 1537)
- Thomas Whythorne, compositore inglese (n. 1528)
- Marguerin de la Bigne, teologo francese (n. 1546)
- Fernão Álvares do Oriente, poeta portoghese (n. 1540)